# Чичагуа, Михаил Дмитриевич
Михаил Дмитриевич Чичагуа (1912 год, Сухумский округ, Кутаисская губерния, Российская империя — дата смерти неизвестна) — агроном колхоза имени Сталина Гагрского района Абхазской АССР, Грузинская ССР. Герой Социалистического Труда (1949).

## Биография
Родился в 1912 году в крестьянской семье в одном из сельских населённых пунктов Сухумского округа Кутаисской губернии.
Со второй половины 1940-х годов — агроном колхоза имени Сталина Гагрского района с центральной усадьбой в селе Гантиади (сегодня — Цандрыпш).
Применял передовые агрономические методы, в результате чего значительно увеличилась урожайность сельскохозяйственных культур. В 1948 году в колхозе имени Сталина было собрано
в среднем с каждого гектара по 24,9 центнеров листьев табака сорта «Самсун № 27» на участке площадью 12,5 гектара. Указом Президиума Верховного Совета СССР от 3 мая 1949 года «за получение высоких урожаев кукурузы и табака в 1948 году» удостоен звания Героя Социалистического Труда с вручением ордена Ленина и золотой медали «Серп и Молот».
Этим же указом званием Героя Социалистического Труда были награждены табаководы Ноемзар Сетраковна Симонян и Екатерина Викторовна Цулая.
По трудовым результатам 1949 года был награждён вторым Орденом Ленина.
После выхода на пенсию проживал в одном из сельских населённых пунктов Гагрского района.
Дата смерти не установлена.
Награды
- Герой Социалистического Труда
- Орден Ленина — дважды (1949; 06.10.1950)